# Angelo Talocci
Angelo Talocci (Roma, 7 marzo 1958 – Roma, 4 febbraio 2018) è stato un compositore italiano.

## Biografia
Dopo gli studi classici si iscrive nel 1975 alla Società Italiana degli Autori ed Editori (SIAE) dando così inizio alla carriera di compositore di colonne sonore per opere cinematografiche e audiovisive. La sua produzione, tra composizioni originali per il cinema e la televisione e sigle per spot e programmi televisivi, conta a oggi moltissimi brani di ogni genere musicale.
È stato anche tra i pionieri in Italia nell'uso delle nuove tecnologie applicate alla composizione di musica per immagini. Questa specializzazione nell'ambito della postproduzione audio e del sound designing lo ha portato a collaborare con registi famosi come Michelangelo Antonioni per il quale è stato music editor del film Al di là delle nuvole.
Nel 2005, per precisa volontà dell'illusionista italiano Gaetano Triggiano, scrive le musiche originali per l'opera magico-teatrale Tablò, con la regia di Serge Denoncourt, le coreografie di Jean-Jacques Pillet, le scenografie di Louise Campeau, i costumi di Francois Barbeau e il progetto luci di Martin Labrecque, tutti artisti legati in maniera stabile al Cirque du Soleil. Nel 2013 riceve il Global Music Award per i film The One Dollar Movie e Report 51. Nel 2015, oltre a comporre la musica per Hollywood Italian Lifestyle 3D in concorso alla 61ª edizione dei David di Donatello (2016), firma la colonna sonora del Gamebook adventures Goth-Amok, diretto e prodotto da Jordan River per Delta Star Pictures.

## Filmografia
Angelo Talocci ha composto le musiche di molti film per la televisione e il cinema.

### Cinema
- 1994 - Catene, regia di Antonio Antonelli, episodio del film De Generazione
- 1994 - Tra noi due tutto è finito
- 1996 - Quel giorno
- 1996 - 22 Heures 22
- 2002 - La scarpa rossa
- 2003 - Kamikaze
- 2003 - Pater familias
- 2004 - Le quattro porte del deserto
- 2004 - Pop Pace of Peace
- 2005 - Dalla parte giusta
- 2006 - Vita Smeralda
- 2007 - Civico zero
- 2008 - Primo Giorno di Dio
- 2008 - Diario di un cristiano di G.Caridi
- 2009 - Le ombre rosse
- 2009 - Lacrime
- 2010 - Pipiroom
- 2011 - Report 51
- 2012 - The one dollar movie
- 2012 - Elegia dell'Appia, regia di E. Perocco
- 2012 - Apollineum 3D, regia di J. River
- 2013 - Alberto il grande, regia di Carlo e Luca Verdone
- 2013 - Nuit Americhen, regia di F.Greco
- 2014 - Angelika (film 2014), regia di F.Greco
- 2014 - Elegia di Augustus, regia di E.Perocco

### Film TV
- 1995 - La dottoressa Giò - Una mano da stringere
- 1999 - Il sole buio
- 2002 - Soldati di pace
- 2003 - Carvilius: A Riddle from the Past
- 2003 - Central Express
- 2004 - Taliani
- 2007 - Volcano Hunt
- 2008 - The Universe of Keith Haring
- 2010 - Il Futurismo
- 2011 - Fondazione Ratzinger
- 2012 - The One Dollar Movie regia G.Caridi
- 2013 - Divina Commedia (Prologo) regia C. Cicconetti

## Fiction
- 1997-1998 - La dottoressa Giò
- 1999-2001 - Finché c'è ditta c'è speranza
- 2004-2007 - La stagione dei delitti

### Documentari
- 2007 - Giuseppe Garibaldi Il diavolo rosso, regia di G. Giannotti
- 2008 - Le isole di smeraldo, regia di L. Capodarte
- 2010 - L'isola di Giada, regia di L. Capodarte
- 2010 - Le vergini dei Caraibi, regia di L. Capodarte
- 2012 - Apollineum 3D, regia di J. River
- 2012 - La foresta di cristallo, regia di L. Capodarte
- 2012 - Sognando l'oceano, regia di L. Capodarte
- 2012 - Monzambique Paths of Peace, regia di José Luis Sol de Carvalho
- 2013 - Papa Giovanni XXIII (Documentario), regia di Ai Nagasawa
- 2014 - I misteri del Messico, regia di L.Capodarte
- 2014 - La neve, la prima volta, regia di Valerio Cataldi TG2 Dossier
- 2015 - Partisan Kid, regia di Silvia Giulietti
- 2015 - Quando Yousef si mise in cammino, regia di Valerio Cataldi TG2 Dossier
- 2015 - Hollywood Italian Lifestyle 3D, regia di Jordan River

## Programmi TV
- Rai
  - 1990 - La lunga notte del comunismo
  - 1990 - Col cuore in gola
  - 1992 - La scuola si aggiorna
  - 1993 - Ultimo minuto
  - 1994 - Storie Maledette
  - 1995 - Drug Stories
  - 1996 - Top Secret
  - 1996 - Numero Zero
  - 1996 - Edoardo VIII
  - 1996 - Andrea Doria
  - 1996 - Autostrade
  - 1997 - Marcinelle
  - 1998 - La posta del cuore
  - 1999 - Alfabeto Italiano
  - 1999-2008 - Mi manda Raitre
  - 2000 - Correva l'anno
  - 2001 - Tommaso
  - 2001 - Il fuoco nel cristallo
  - 2003 - Racconti di vita
  - 2003 - Explora
  - 2003 - Stava
  - 2004 - Ombre sul giallo
  - 2004 - Rewind
  - 2004 - Central Express
  - 2005-2006 - Vivere il mare
  - 2006 - Mettici la testa
  - 2006 - ArcanA
  - 2007-2008 - La strada giusta
  - 2007 - Semaforo verde
  - 2007 - Explora scuola
  - 2008 - Profezie di Pace
  - 2008 - Primo giorno di Dio
  - 2008-2009 - Buongiorno regione
  - 2008 - Explora Scienze Now
  - 2009 - Palco e Retropalco
  - 2009 - Nuvole Parlanti
  - 2009 - I giorni della radio
  - 2009 - East Meets West
  - 2010 - Vite rubate
  - 2010 - Masters of Magic
  - 2010 - Dai nostri inviati Raistoria regia Giannotti-Salvatori-Savelli
  - 2010 - Kilimangiaro
  - 2010 - Il simbolo perduto
  - 2010 - Bombardate Roma
  - 2011 - Dai nostri inviati 68 - 79 Raistoria regia Giannotti-Salvatori-Savelli
  - 2011 - Battaglie
  - 2012 - Geo e Geo Capodarte 5 documentari
  - 2012 - Nel cuore della Cina - Matteo Ricci, regia di D.Giammaria
  - 2012 - Dai nostri inviati 32 - 53 Raistoria regia Giannotti-Salvatori-Savelli
  - 2012 - Il Passo di Dana (regia G. Peirce)
  - 2012 - Concilio Vaticano II
  - 2012 - Un'altra vita Rai 5 (regia Charlie Tango)
- Italia 1
  - 2001 - Asterix
- Stream
  - 2001 - L'isola
- LA7
  - 2002 - Altra storia
- Jimmy
  - 2008 - Masters of Magic
- Sky
  - 2009-2010 - Cash Taxi

### Sigle televisive
Angelo Talocci è tra i più prolifici compositori di sigle per la televisione e la pubblicità. Sono sue infatti diverse sigle note a tutto il pubblico televisivo italiano, come quelle per il TG2 e per RaiSat Premium, RaiNews24, Rai Gulp, Roma Channel, Rai Storia o ancora Correva l'anno.
- Rai
  - 1997 - Rai Nettuno
  - 1997 - Rai Educational
  - 1999 - Rainews 24
  - 2002 - TG2
  - 2003 - Meteo2
  - 2003 - RaiSat Premium
  - 2003 - Tg2 Mizar
  - 2006 - Dopo Tg1
  - 2006 - Tg2 Motori
  - 2007 - Rai Gulp
  - 2007 - Semaforo verde
  - 2007 - RaiSat Premium
  - 2007 - Tg2 Storie
  - 2007 - Tg2 Punto di vista
  - 2008 - TGR Buongiorno Regione
  - 2009 - Rai Storia
  - 2009 - TG2
  - 2009 - Palco e Retropalco
  - 2010 - Rai Sport
  - 2010 - Rai Storia
  - 2010 - ApriRai Sport
  - 2011 - Rai Storia
  - 2012 - Europa Stadio Rai Europei 2012
  - 2012 - Notti Europee Rai Europei 2012
  - 2012 - Rai Storia
  - 2012 - TG2
- Sky
  - 2007 - Studio Universal
  - 2008 - Roma Channel
  - 2009 - Sei nel mirino
  - 2006 - La regola Sit Com

## Spot
- 1988 - Pigna (regia di Dino Risi)
- 1989 - Recoaro
- 1989 - Ifad
- 1989 - Vaz e Lada Niva
- 1989 - Acqua Val Di Meti
- 1990 - Api Mondiali Calcio
- 1990 - InSip
- 1991 - Topotombola Carta Si
- 1991 - Dash
- 1991 - Prosciutto di Parma
- 1991 - Meridiana
- 1991 - Pasta Made in Italy
- 1992 - Mirabilandia
- 1993 - WWF
- 1993 - Nice
- 1994 - Totogol
- 1994 - FAO
- 2004 - Q8
- 2009 - Metropolitana di Roma - Linea C
- 2010 - Vancouver Rai
- 2010 - Mondiali di calcio Rai
- 2010 - Metropolitana di Roma - Linea C
- 2010 - Aifa Antibiotici
- 2011 - Galantino
- 2011 - Autostrada Siracusa-Catania
- 2011 - Museo Erakles di Sassari
- 2011 - Il Guercino (regia L. Verdone)
- 2011 - Amref (con Pif)
- 2011 - Veneto Banca
- 2011 - Metropolitana di Roma - Linea C
- 2011 - Champions League (Rai)
- 2012 - Enel 5.0 tour
- 2012 - Rocchetta Olimpiadi
- 2013 - Brio Blu istituzionale radio
- 2013 - Baku Grand Prix F2
- 2014 - Veneto Banca
- 2014 - Aeronautica Militare
- 2014 - Cappelletti scarpe

## Teatro
- 1983 - L'Odissea  -- Allegra Brigata
- 1985 - Supercalifragilistichespiralidhorror  -- Allegra Brigata
- 1986 - Sogno ma forse no -- All'uscita
- 1987 - Neurotandem
- 1987 - La ragazza di Giuseppe
- 1987 - Gallina Vecchia fa buon Broadway
- 2004 - Trecentotrentacinque
- 2005 - Harry ti presento Sally    --Massironi e Ingrassia
- 2005 - Tablo --G.Triggiano
- 2009 - Shakespeare e Sangue
- 2009 - Supermagic
- 2010 - Ciao Pesciolino
- 2010 - Supermagic Mistero
- 2010 - Happy Christmas
- 2011 - Supermagic Infinito
- 2011 - La liberta' passa di qui
- 2012 - Supermagic Incanto
- 2012 - Nel nome del padre di S.Mondini
- 2012 - Illusion is beyond your eyes  --G.Triggiano
- 2013 - Supermagic X
- 2013 - Real Illusion --G.Triggiano
- 2013 - Quell'estate di S.Mondini
- 2014 - Supermagic Oltre
- 2014 - Real Illusion --G.Triggiano
- 2015 - Supermagic Meraviglia
- 2017 - Io e Aziz  regia Valerio Cataldi

## Radio
- 2011 - Prima di domani - Rai Radio 1
- 2011 - Estovest - TGR

## Discografia
- Pater familias
- Le quattro porte del deserto
- Tablo
- Music for TV vol.1
- Music for TV vol.2
- Le ombre rosse
- Incanto
- La stagione dei delitti
- Carvilius
- Quel giorno
- Infinito
- Wild Life
- Volcano Hunt
- Dalla parte giusta
- Civico zero
- Fondazione Ratzinger
- Kamikaze
- Concilio Vaticano II
- Nuit Americhen
- Alberto il grande
- The One dollar movie
- Report 51
- Augustus
- Geo&Geo 1.00
- Geo&Geo 2.00

## Installazioni
- Eracles
- Museo di Olbia
- Museo Nuragico
- Museo itinerante Enel per il 50
- Museo di Vicovaro
- Museo Iracheno

## Video games
- Goth-Amok